# Freda Jackson
Freda Maud Jackson (* 29. Dezember 1907 in Nottingham, England; † 20. Oktober 1990 in Northampton, England) war eine britische Schauspielerin.

## Leben und Karriere
Freda Jackson studierte in ihrer Heimatstadt an der University of Nottingham und gab ihr Bühnendebüt im Jahr 1934 am Northampton Repertory Theatre. Es folgte eine lange und erfolgreiche Bühnenkarriere.
Ihre erste Kinrolle übernahm sie 1938 an der Seite von Niall MacGinnis im Fernsehfilm Mountains O'Moore. In Film und Fernsehen spielte sie in den folgenden Jahrzehnten oft beinahe maskulin wirkende, meist grantige und manchmal sogar boshafte Frauen. Beispielsweise spielte sie in Powell und Pressburgers A Canterbury Tale eine alleinstehende Bäuerin und in der oscarprämierten Shakespeare-Verfilmung Heinrich V. von und mit Laurence Olivier die Rolle der „Mistress Quickly“. Mehrfach stand Jackson für Charles-Dickens-Verfilmungen vor der Kamera, so als kaltherzige Mrs. Joe Gargary in David Leans Geheimnisvolle Erbschaft (1946) und als blutrünstige Revolutionärin in Zwei Städte (1958) an der Seite von Dirk Bogarde. Prägnant war auch ihre größere Nebenrolle als Dienerin einer Baroness im Horrorfilm Dracula und seine Bräute (1960) mit Peter Cushing. Zuletzt stand sie 1981 für den Fantasyfilm Kampf der Titanen vor der Kamera, in dem sie eine der drei Graien-Schwestern verkörperte.
Während ihrer Anfangszeit am Northampton Repertory Theatre wurde ihr eine Liebschaft mit dem jungen Errol Flynn nachgesagt. Von 1937 bis zu ihrem Tod war sie mit dem Künstler Henry Bird (1909–2000) verheiratet, ihr gemeinsamer Sohn Julian wurde Psychiater.

## Filmografie (Auswahl)
- 1938: Mountains O'Mourne
- 1944: A Canterbury Tale
- 1944: Heinrich V. (Henry V)
- 1946: Ungeduld des Herzens (Beware of Pity)
- 1946: Geheimnisvolle Erbschaft (Great Expectations)
- 1951: Der Täter fährt nach Norden (Mr. Denning Drives North)
- 1954: Vier bleiben auf der Strecke (The Good Die Young)
- 1956: Knotenpunkt Bhowani (Bhowani Junction)
- 1957: Das Zuhältersyndikat (The Flesh Is Weak)
- 1958: Zwei Städte (A Tale of Two Cities)
- 1960: Dracula und seine Bräute (The Brides of Dracula)
- 1960: Kommissar Maigret (Maigret, Fernsehserie, Folge 1x01)
- 1961: Schatten einer Katze (Shadow of the Cat)
- 1961: Attempt to Kill
- 1963: Tom Jones – Zwischen Bett und Galgen (Tom Jones)
- 1963: West 11
- 1965: Das Grauen auf Schloß Witley (Die, Monster)
- 1967: Minirock und Kronjuwelen (The Jokers)
- 1969: Gwangis Rache (The Valley of Gwangi)
- 1970: Randall & Hopkirk – Detektei mit Geist (Randall and Hopkirk (Deceased), Fernsehserie, Folge 1x26 The Smile Behind the Veil)
- 1979: Blake’s 7 (Fernsehserie, Folge 2x12)
- 1979–1980: The Old Curiosity Shop (Miniserie, 3 Folgen)
- 1981: Kampf der Titanen (Clash of the Titans)